# Ogcodocera analis
Ogcodocera analis är en tvåvingeart som först beskrevs av Samuel Wendell Williston  1901.  Ogcodocera analis ingår i släktet Ogcodocera och familjen svävflugor. Inga underarter finns listade i Catalogue of Life.